# Alfred Krauße
Alfred Lorenz Krauße, né le 12 février 1829 à Lößnitz et mort le 20 août 1894  à Leipzig, est un peintre, graveur sur cuivre et acier saxon dont il reste de nombreuses œuvres, notamment des illustrations de livres, des paysages et des portraits. Originaire de la région des Monts Métallifères, il est l'un des étudiants du caricaturiste anglais Henry Winkles à Karlsruhe. Il passe sa vie dans la ville saxonne de Leipzig où il meurt.